# Doodia caudata
Doodia caudata là một loài thực vật có mạch trong họ Blechnaceae. Loài này được (Cav.) R. Br. mô tả khoa học đầu tiên.

## Hình ảnh

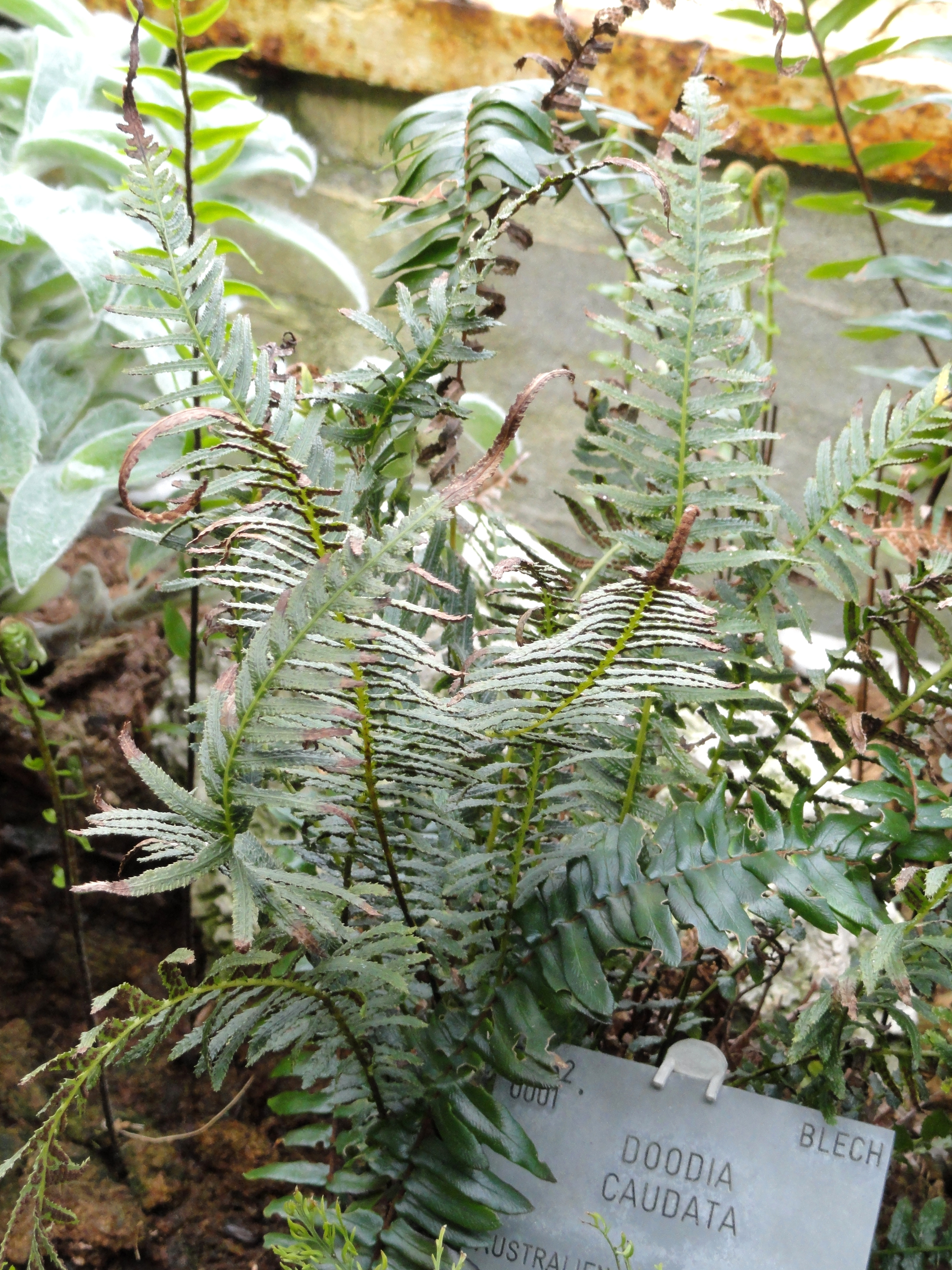